# Scutellaria woodii
Scutellaria woodii là một loài thực vật có hoa trong họ Hoa môi. Loài này được J.M.Mercado mô tả khoa học đầu tiên năm 2007.